# Гейвиц, Клара
Клара Гайвиц, на русском языке чаще используется произношение Клара Гейвиц (нем. Klara Geywitz, род. 13 февраля 1976, Потсдам) — немецкий политик, заместитель лидера СДПГ (с 2019). Министр жилья, городского развития и строительства (2021—2025).

## Биография
Родилась 18 февраля 1976 года в Потсдаме, В возрасте 16 лет вступила в СДПГ. В 2002 году окончила Потсдамский университет, где изучала политологию. В 1998 году была избрана в муниципальный совет Потсдама. В 2002 году стала докладчиком в Федерации СДПГ Бранденбурга, а в 2004 году добилась успеха на выборах в ландтаг Бранденбурга, получив большинство голосов в избирательном округе Потсдам I. В 2009 и 2014 годах переизбрана, в 2019 году прервала мандат депутата ландтага. В 2013—2017 годах возглавляла бранденбургское отделение СДПГ (ушла с должности из-за конфликта с премьер-министром Барнденбурга Дитмаром Войдке).
6 декабря 2019 года вместе с Олафом Шольцем избрана заместителем избранных в этот же день сопредседателей СДПГ, сторонников «большой коалиции» с ХДС Заскии Эскен и Норберта Вальтер-Борьянса.
8 декабря 2021 года приведено к присяге правительство Олафа Шольца, в котором Гейвиц получила портфель министра жилья, городского развития и строительства. Правительство ушло в отставку 6 мая 2025 года.